# Jania parva
Jania parva Johansen & Womersley, 1994  é o nome botânico de uma espécie de algas vermelhas pluricelulares do gênero Jania.
- São algas marinhas encontradas na Austrália.

## Sinonímia
Não apresenta sinônimos.